# Kaposvár
Kaposvár er en by i det sydvestlige Ungarn med 58.830(2024) indbyggere. Byen er hovedstad i provinsen Somogy.
I byen findes et universitet, der blev grundlagt i år 2000.